# Principado de Beloózero
El principado de Beloózero o ducado de Beloózero (del ruso: Белозерское княжество) fue un principado ruso que floreció entre el siglo XIII y XV en el norte de Rusia. En términos de la división administrativa actual de Rusia, el principado se localizaba en el Oeste del óblast de Vólogda, alrededor del sur del lago Béloye (en ruso: Белое озеро, que significa 'lago blanco').
El principado de separó del principado de Rostov en 1238. La ciudad de Beloózero (actual Belozersk) se convirtió en su capital. El príncipe Gleb fue el primer príncipe de Beloózero (ca. 1238-1278). Gleb incrementó notablemente su posición al casarse con la hija de Sartaq. Los gobernantes posteriores de Beloózero pudieron afirmar ser descendientes de Gengis Kan por este casamiento. Durante el reinado de Gleb, el territorio del principado abarcaba la cuenca hidrográfica del lago Blanco, los cursos inferiores del río Sheksná, y el lago Kúbenskoye. 
El principado había perdido su antiguo significado para principios del siglo XIV. En la primera mitad del siglo XIV Iván Kalitá, el gran príncipe de Moscú, ya asignaba naméstniki en Beloózero que administraban el principado en lugar de los príncipes.
En 1389, el principado fue subyugado por Moscú. Dmitri Donskói, el gran príncipe de Moscú, le dio el principado a su hijo Andréi Dmítrievich. A finales del siglo XIV, se fundaron dos monasterios influyentes en las tierras pertenecientes al principado: el monasterio de Kirilo-Belozerski en 1397 y el monasterio de Ferapóntov en 1398. La creación fue apoyada por los príncipes moscovitas quien consideraban las fundaciones de los monasterios una vía para la influencia de Moscú en el norte de Rusia.
En 1486, el principado, que en ese momento era parte de un principado unificado de Beloózero y Vereya, fue incorporado formalmente el Gran Ducado de Moscú. Numerosos descendientes de los príncipes gobernantes de la dinastía Rúrika se trasladaron a Moscú y continuaron la línea masculina hasta la actualidad. La familia Beloselski-Belozerski es la más notable entre ellas.